# Кирил Метков
Кирил Метков (1. фебруар 1965) бивши је бугарски фудбалер.

## Каријера
Током каријере играо је за Локомотива Софија, ЦСКА Софија и многе друге клубове.

## Репрезентација
За репрезентацију Бугарске дебитовао је 1989. године. За национални тим одиграо је 9 утакмица.

## Статистика
| Бугарска | Бугарска | Бугарска |
| Год.     | Ута.     | Гол.     |
| -------- | -------- | -------- |
| 1989     | 1        | 0        |
| 1990     | 0        | 0        |
| 1991     | 3        | 0        |
| 1992     | 2        | 0        |
| 1993     | 3        | 0        |
| Укупно   | 9        | 0        |